# Village Green (Nueva York)
Village Green es un lugar designado por el censo ubicado en el condado de Onondaga en el estado estadounidense de Nueva York. En el año 2000 tenía una población de 3,945 habitantes y una densidad poblacional de 1,246.2 personas por km².

## Geografía
Village Green se encuentra ubicado en las coordenadas 43°7′54″N 76°18′31″O / 43.13167, -76.30861.

## Demografía
Según la Oficina del Censo en 2000 los ingresos medios por hogar en la localidad eran de $43,243, y los ingresos medios por familia eran $50,278. Los hombres tenían unos ingresos medios de $36,686 frente a los $25,050 para las mujeres. La renta per cápita para la localidad era de $15,396. Alrededor del 16.3% de la población estaban por debajo del umbral de pobreza.